# Dicranomyia morioides
Dicranomyia morioides là một loài ruồi trong họ Limoniidae. Chúng phân bố ở miền Tân bắc.